# Frédéric François-Marsal

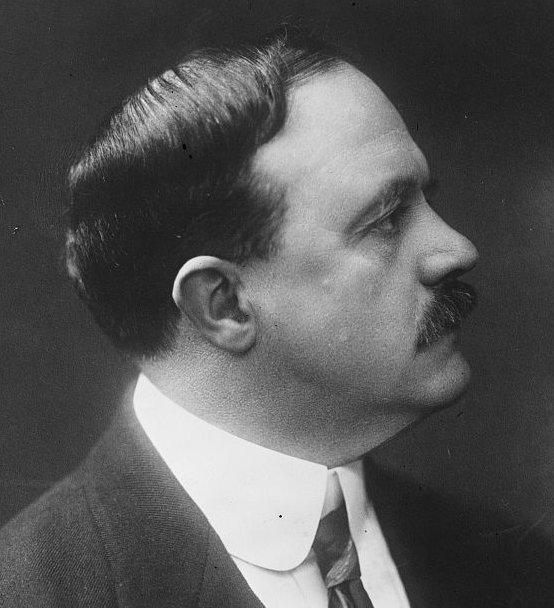
Frédéric François-Marsal

Frédéric François-Marsal (* 16. März 1874 in Paris; † 20. Mai 1958 in Gisors, Département Eure) war ein französischer Bankier und Politiker.

## Leben
François-Marsal leistete zunächst Militärdienst, wechselte dann in das Finanzgeschäft und war von 1909 bis 1914 Generalsekretär, Direktor und Generaldirektor der „Banque Privée“. Im Anschluss nahm er als Soldat am Ersten Weltkrieg teil. 1919 wirkte er bei den Versailler Friedensverhandlungen als Finanzexperte der französischen Delegation.
François-Marsal war ein konservativer Politiker und amtierte während der Dritten Französischen Republik vom 20. Januar 1920 bis zum 16. Januar 1921 sowie erneut vom 29. März 1924 bis zum 14. Juni 1924 als Finanzminister des Landes. In einer Übergangsregierung bekleidete er vom 8. bis zum 10. Juni 1924 das Amt des Premierministers. Nach dem Rücktritt von Alexandre Millerand übernahm er vom 11. bis zum 13. Juni 1924 kurzzeitig die kommissarische Leitung des Staatspräsidentenamtes. Darüber hinaus war er von 1921 bis 1930 Senator des Départements Cantal und von 1928 bis 1947 Mitglied der Académie des sciences morales et politiques.